# Comuna urbană Novo mesto
Novo mesto (Mestna občina Novo mesto) este o comună din Slovenia, cu o populație de 40.925 de locuitori (2002).

## Localități
Birčna vas, Boričevo, Brezje, Brezovica pri Stopičah, Češča vas, Črešnjice, Črmošnjice pri Stopičah, Daljni Vrh, Dobovo, Dolenja vas, Dolenje Grčevje, Dolenje Kamenje, Dolenje Karteljevo, Dolenje Lakovnice, Dolenji Suhadol, Dolnja Težka Voda, Dolž, Gabrje, Golušnik, Gorenje Grčevje, Gorenje Kamence, Gorenje Kamenje, Gorenje Karteljevo, Gorenje Kronovo, Gorenje Lakovnice, Gorenje Mraševo, Gorenji Suhadol, Gornja Težka Voda, Gumberk, Herinja vas, Hrib pri Orehku, Hrušica, Hudo, Iglenik, Jama, Jelše pri Otočcu, Jugorje, Jurna vas, Konec, Koroška vas, Koti, Križe, Kuzarjev Kal, Laze, Leskovec, Lešnica, Lutrško Selo, Mala Cikava, Male Brusnice, Mali Cerovec, Mali Orehek, Mali Podljuben, Mali Slatnik, Mihovec, Novo mesto, Otočec, Paha, Pangrč Grm, Petane, Petelinjek, Plemberk, Podgrad, Potov Vrh, Prečna, Pristava, Rajnovšče, Rakovnik pri Birčni Vasi, Ratež, Sela pri Ratežu, Sela pri Zajčjem Vrhu, Sela pri Štravberku, Sevno, Smolenja vas, Srebrniče, Srednje Grčevje, Stopiče, Stranska vas, Suhor, Šentjošt, Škrjanče pri Novem mestu, Štravberk, Travni Dol, Trška Gora, Uršna sela, Velike Brusnice, Veliki Cerovec, Veliki Orehek, Veliki Podljuben, Veliki Slatnik, Verdun, Vinja vas, Vrh pri Ljubnu, Vrh pri Pahi, Vrhe, Zagrad pri Otočcu, Zajčji Vrh pri Stopičah, Ždinja vas, Žihovo selo